# Edifício de Eumáquia

O Edifício de Eumáquia, localizado na parte leste do Fórum entre o Templo de Vespasiano e o Comício de Pompeia, foi fundado pela sacerdotisa Eumáquia e também em nome de seu filho Marco Numistrius Fronto, que dedicaram o edifício e o cederam para a cidade. O edifício consiste em 3 estruturas principais, o Pórtico, o Calcídico e a Cripta. Foi construído no início do Século I d.C. e não só os marcos de suas portas, como também a dedicatória, aparentam imitar o Pórtico de Livia na capital romana. Essa dedicatória entalhada pode ser vista no decorrer do friso do entablamento da colunata do fórum, que fica na frente da fachada do edifício.

## Origem do nome do edifício

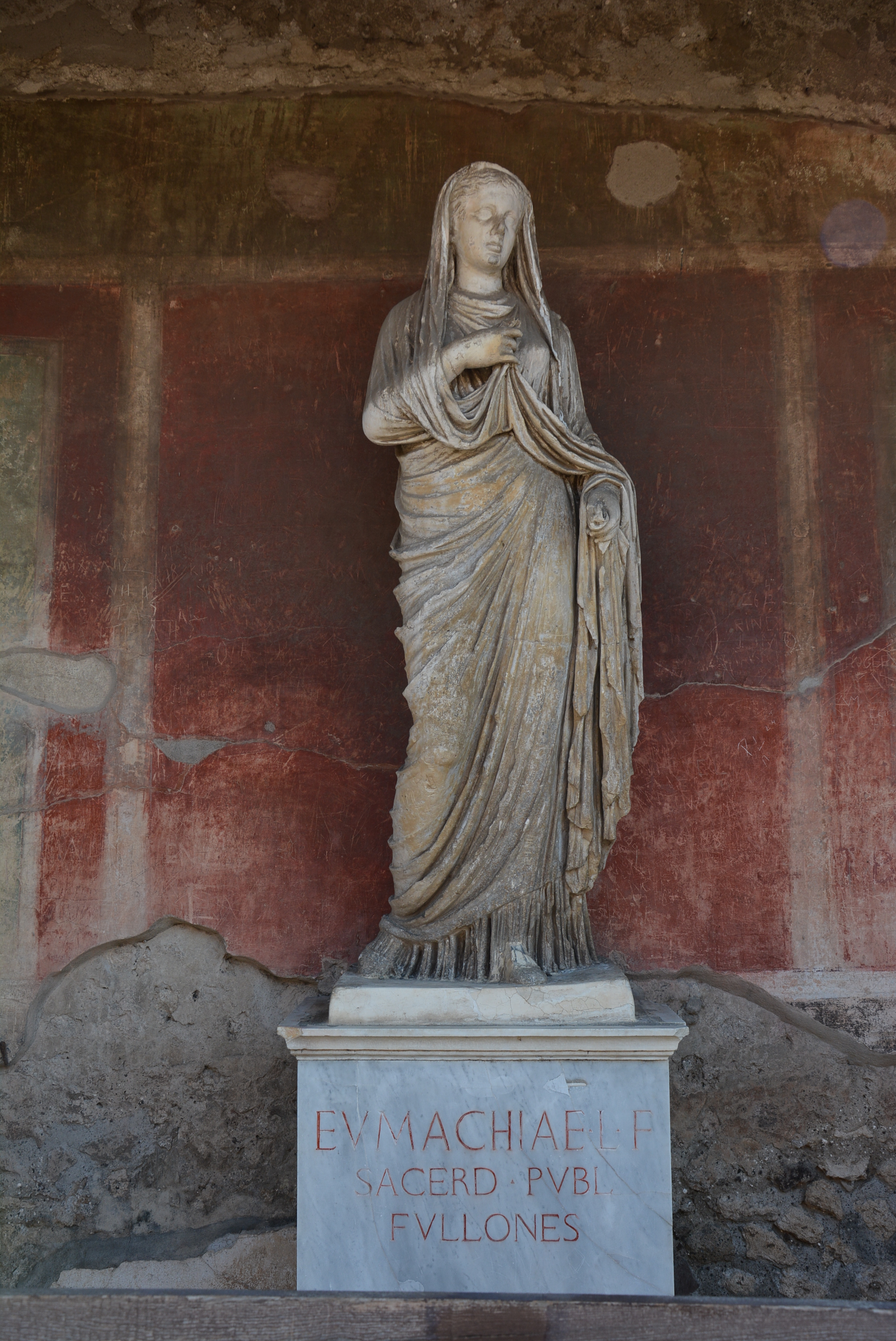
Estátua de Eumáquia com inscrições na base.

Eumáquia pode ser identificada por sua estátua, doada pelos pisoadores, por poderem usar o prédio como sua agremiação e local de trabalho, tornando a sacerdotisa sua matrona. Em sua estatua estão as inscrições:
EVMACHIAE.L.F
SACERD.PVBL.
FVLLONES
Eumáquia era  uma sacerdotisa pública, onde as sacerdotisas públicas eram associadas ao culto de Ceres e Vênus e atuavam como benfeitoras generosas nas cidades, foi filha de Lucius Eumachius, um rico cidadão de Pompeia que fabricava tijolos e acabou herdando sua fortuna, casou-se com o descendente de uma nobre família de mercadores de lã (família Nuministro Fronto), porém com a morte de seu marido, também herdou uma importante atividade comercial no comércio de lã local, com isso se tornou uma abastada cidadã de Pompeia, criando especulações sobre o porque se envolveu no projeto de criação do edifício que leva o seu nome.

## Descrição do edifício

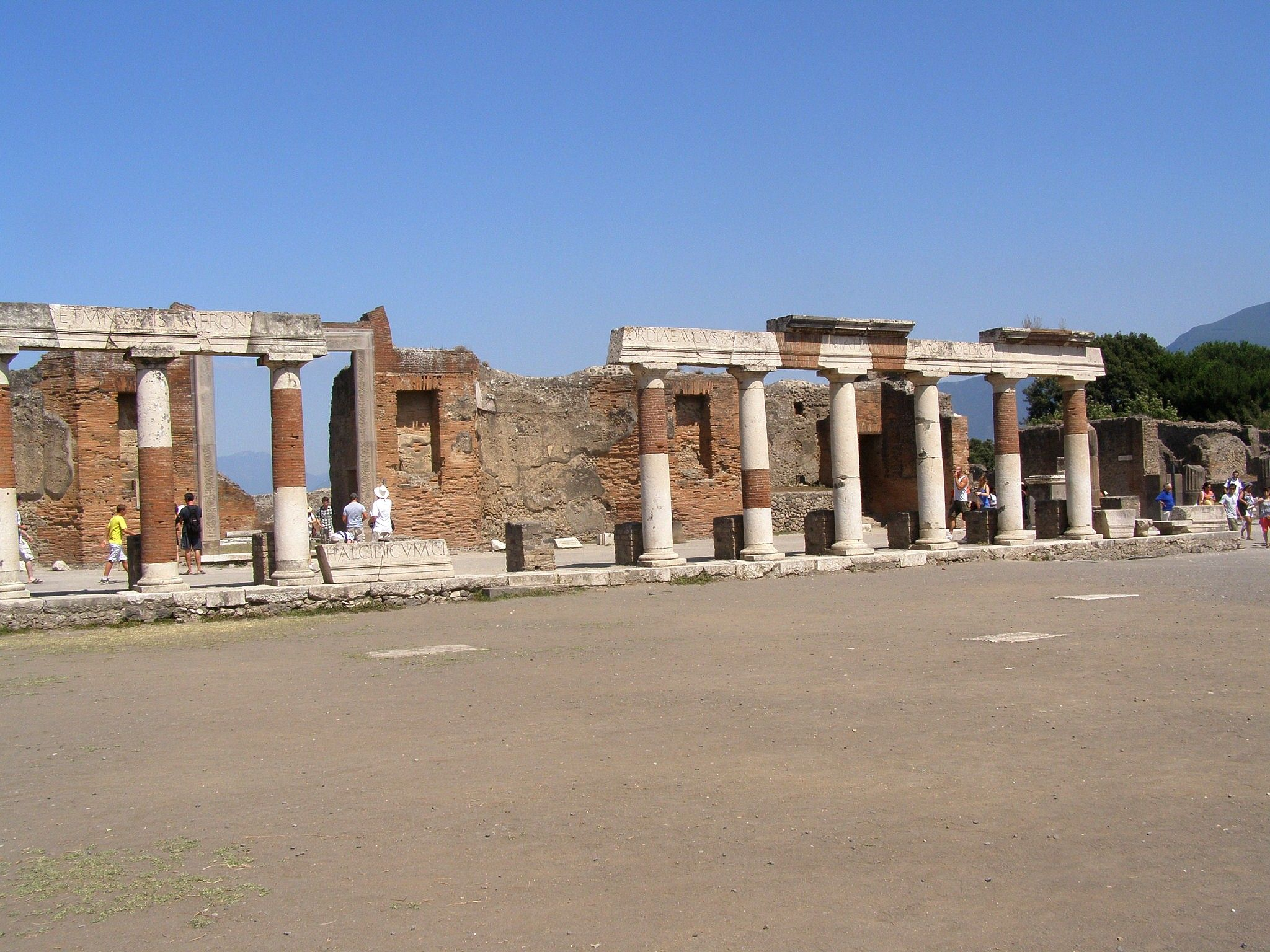
Ruínas do edifício fundado por Eumáquia, com inscrições entalhadas visíveis nas rochas claras.

Sua estrutura consiste em uma galeria dupla que cerca uma grande área, em sua frente um pórtico pseudodipteral de dezoito colunas elevado sobre pedestais. Sob seu centro estava a grande entrada pública, que era fechada por portas dobráveis que giravam por meio de soquetes de bronze, as portas ainda permaneciam presas por parafusos fixados em buracos nas soleiras de mármore. Esta entrada era flanqueada por dois grandes recessos circulares, um de cada lado, depois deles, no extremo do edifício, as escadas permanecem conectando com as plataformas elevadas, com isso os oradores poderiam discutir com sua audiência abrigada sob o pórtico, e editais relacionados ao comércio local poderiam ter sido lidos publicamente. A entrada para a grande área é através de uma passagem, essa passagem possui mais dois acessos em cada lado, com o qual uma escada do lado direito leva para as galerias acima, ja a outra entrada pela parte de trás do edifício, fica localizada da Rua da Abundância (Via dell'Abbondanza), neste lugar pode-se observar uma pequena câmara para o porteiro, através da qual é visto um lance de degraus subindo até o chão do Calcídico, tinha sua fachada virada para o lado do fórum e apresentava esculturas que mostravam a história de Eneias e de Rômulo já no Criptopórtico as paredes de cada lado dos degraus são pintadas em painéis pretos, divididos por pilastras vermelhas. Sob a escada estão os restos de um Termopólio, onde comidas ou bebidas ainda quentes eram vendidas. A cripta apresentava 3 entradas, duas delas eram próximas e ficavam do lado oeste do pórtico interior do prédio e a entrada ao sul fica pelo lado da Rua da Abundância (Via dell'Abbondanza), logo ao lado da estatua de Eumáquia, consistia em uma espécie de corredor que dá a volta ao redor do pátio central em volto a grandes janelas que forneciam a luz do local.

## Função do edifício
Provavelmente o grande edifício tinha multi-funções, servindo tanto para o comércio de lã local, quanto para os serviços de lavanderia e tinturaria, o que levou Eumáquia a se tornar matrona dos pisoadores e ser homenageada com uma estatua com dedicatória em sua base, porem, essa é apenas uma teoria baseada na estatua da sacerdotisa e pedaços de vasos, toneis e mesas de pedras encontrados no local, existem outras como por exemplo, era um local usado para o mercado de escravos, ou ainda, por causa da semelhança do edifício com o  Colégio dos Augustais de Herculano, poderia ser um local usado para celebrações, reuniões ou até festivais dos Augustais de Pompeia.
Acredita-se também que o prédio foi erguido com a função de alavancar a a carreira política do filho da sacerdotisa, Marcus Numistrius Fronto, como pode ser visto na dedicatório na fachada do edifício que diz:
"EVMACHIA.L.F.SACERD.PVBL.NOMINE.SVO.ET.
NVMISTRI.FRONTONIS.FILII.CHALCIDICVM.CRYPTAM.PORTICVS.CONCORDIAE.AVGVSTAE.PIETATI.SVA.PEQVNIA.FECIT.EADEMQVE.DEDICAVIT"
"Eumáquia, filha de Lucius, uma sacerdotisa pública, em seu próprio nome, e em nome de seu filho Marco Numistrius Fronto, fez o calcídico, a cripta e o porticus com seu próprio dinheiro e dedicou o mesmo a Concordia Augusta e Pietas."

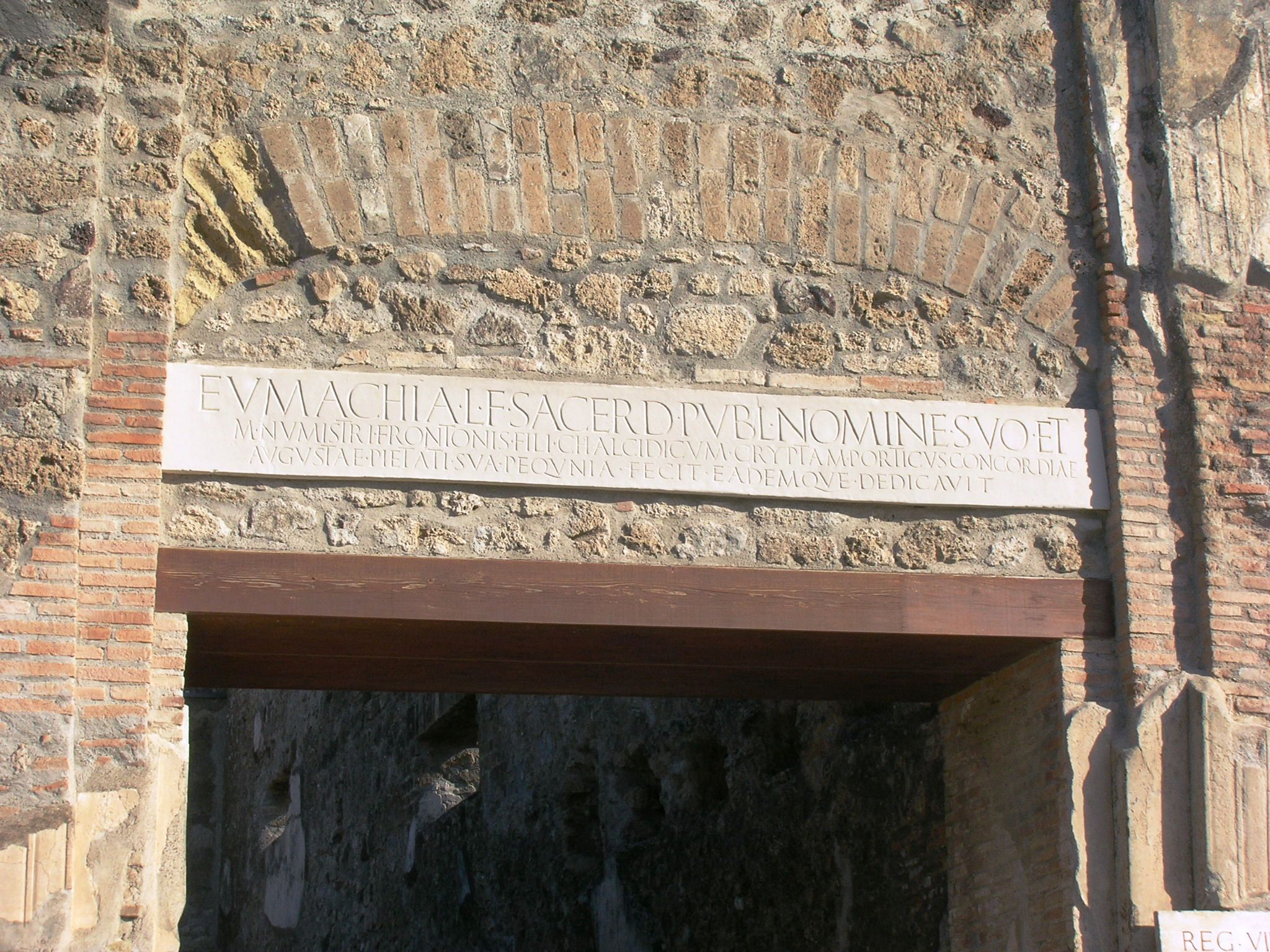
Dedicatória inscrita na colunata ao lado do Fórum

- BEARD, Mary. Pompeia: A vida de uma cidade romana; tradução Cristina Cavalcanti; revisão técnica Paloma Roriz Espínola. - 1. ed. - Rio de Janeiro: Record, 2016.

- BERRY, Joanne. Pompeya; Ediciones AKAL, 2009.

- COOLEY, Alison; COOLEY, Melvin George. Pompeii and Herculaneum: A Sourcebook; - 2. ed. - Londres: Routledge, 2013.

- DYER, Thomas. Pompeii: Its History, Buildings, and Antiquities. London, 1867, pp. 328.

- MOELLER, Walter O. The building of Eumachia: a reconsideration. American Journal of Archaeology; v. 76, n. 3, p. 323-327, 1972.